# Monsieur Chasse-neige
Vous lisez un « bon article » labellisé en 2024.
Pour les articles homonymes, voir Chasse-neige (homonymie).
Monsieur Chasse-neige (Le Chasse-neige en version québécoise ou Mr. Plow en version originale) est le neuvième épisode de la quatrième saison de la série télévisée Les Simpson. Scénarisé par Jon Vitti et réalisé par Jim Reardon, il est diffusé pour la première fois sur le réseau Fox aux États-Unis le 19 novembre 1992. Dans l'épisode, Homer achète un chasse-neige et démarre une entreprise de déneigement des allées. Encouragé par l'énorme succès de celle-ci, Barney Gumble fonde une entreprise rivale et met rapidement Homer en faillite.
L’épisode est bien accueilli, certains critiques y voyant l'un des meilleurs de l'histoire de la série. Dan Castellaneta remporte son deuxième Emmy Award dans la catégorie meilleur doublage pour les rôles d'Homer et de Barney dans cet épisode. L'épisode est aussi proposé pour l'Emmy de la meilleure série télévisée comique, mais il n'est finalement pas sélectionné pour concourir dans cette catégorie.

## Synopsis
Homer repart de la taverne de Moe sous une tempête de neige. En arrivant chez lui, il entre en collision avec la voiture de Marge garée devant le garage, laissant ainsi la famille Simpson dépourvue de véhicule. Ne pouvant vivre ainsi, Homer se rend chez un concessionnaire automobile où le vendeur le convainc d'acheter un chasse-neige en lui disant qu'il va pouvoir se faire payer pour dégager les allées des habitants. Homer décide alors de démarrer sa propre entreprise de chasse-neige appelée « Monsieur Chasse-neige », mais il a du mal à trouver des clients, jusqu'à ce que Lisa suggère d'enregistrer une publicité et de la diffuser à la télévision publique. Cette publicité attire de nombreux clients et l'entreprise connaît un grand succès. Homer reçoit les clés de la ville en reconnaissance de son service.
Jaloux du succès d'Homer, Barney lance une entreprise rivale, « Le Roi du Chasse-neige », et fait la promotion de son entreprise avec une publicité comportant un jingle chanté par Linda Ronstadt. Lorsque Moe demande à Barney comment Linda Ronstadt a accepté d'apparaître dans la publicité, il répond : « On s'est toujours dit qu'on bosserait un jour ensemble… ». Conscient de cette concurrence, Homer paie une agence pour lui faire une nouvelle publicité, mais celle-ci laisse perplexes les spectateurs et n'est pas assez efficace. En conséquence, Barney a beaucoup plus de succès qu’Homer, et se voit attribuer les clés de la ville, reprises par le maire Quimby des mains d'Homer.
Pour se venger de Barney et revitaliser son entreprise, Homer incite Barney à déblayer une allée inexistante sur le pic de la Veuve revêche, une grande et redoutable montagne à l'extérieur de la ville. Après une journée passée à déneiger avec succès les allées des Springfieldiens, Homer voit un reportage annonçant que Barney est piégé dans une avalanche sur la Veuve revêche. Se sentant coupable et craignant pour la vie de Barney, Homer se rend à la montagne et sauve son ami. Les deux compères se réconcilient et acceptent de devenir partenaires commerciaux. Cependant, au moment où Homer déclare : « Quand deux bons copains comme nous travaillent ensemble, même Dieu pourrait pas les arrêter ! », un Dieu en colère intervient en augmentant rapidement la température extérieure, faisant ainsi fondre toute la neige et mettant efficacement Homer et Barney en faillite. Homer ne peut plus payer la location de son chasse-neige, qui est repris, mais il garde la veste de Monsieur Chasse-neige pour la mettre au lit, car il sait que cela excite Marge.

## Production

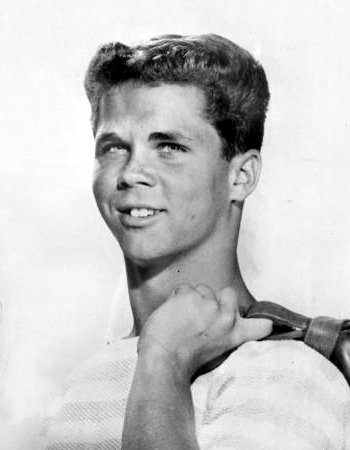
Au téléphone, Homer prétend être l'acteur Tony Dow et qualifie les gens de gays. Ce gag devait être censuré pour des raisons légales.

Alors que l'épisode est en cours d'écriture, les contrats de nombreux scénaristes touchent à leur fin, et plusieurs d'entre eux manquent à l'assemblée annuelle de l'équipe de production. Al Jean se dit très nerveux à l'idée d'écrire toute une nouvelle saison avec une équipe aussi réduite. De plus, plusieurs scènes sont ajoutées après l'animatique, rendant le calendrier encore plus serré. 
Jon Vitti décide de s'impliquer entièrement dans l'épisode Monsieur Chasse-neige et présente lui-même presque toute l'intrigue. Il a l'idée de faire appel à Adam West, qu'il souhaitait ardemment rencontrer, à la concession automobile. Grands fans de Batman lorsqu'ils étaient enfants, les autres scénaristes acceptent, et décident aussi de le rencontrer. Matt Groening déclare qu'Adam West est l'une des plus grandes personnalités à être venue au studio. De son côté, Jon Vitti se charge également d'enregistrer le jingle en espagnol du Roi du Chasse-neige aux côtés de Linda Ronstadt à San Francisco, déclarant que c'est la plus belle chose qu'il ait jamais entendue.
Les deux autres changements scénaristiques qui ont contribué à la montée en pression de l'équipe sur cet épisode sont une réécriture après l'animation et un changement complet de personnage. Dans le script original, c'est Lenny qui devait être le rival d'Homer, le Roi du Chasse-neige. L'idée est rapidement abandonnée, le personnage ne semblant pas parfaitement correspondre à ce rôle. La réécriture après l'animation a lieu pour inclure le gag dans lequel Homer utilise le cadran de la radio pour remettre le chasse-neige en équilibre sur la route. Ce gag, imaginé par Conan O'Brien, est apprécié et ajouté à l'épisode par les scénaristes,,.
L'équipe des Simpson rencontre des problèmes avec les censeurs de la chaîne à propos d'une scène dans laquelle, en version originale, Homer répond au téléphone en prétendant être Tony Dow de Leave It to Beaver. Après une courte pause, Homer répond à une question de la personne au téléphone par « Ouais, ils étaient gays ». Les censeurs refusent la diffusion de cette phrase, craignant des recours en justice pour diffamation. Les producteurs de la série protestent, arguant que personne en particulier n'est visé et que le « ils » peut être n'importe qui. Après de nombreux appels téléphoniques et disputes, les censeurs finissent par autoriser la diffusion de ce gag.

## Références culturelles

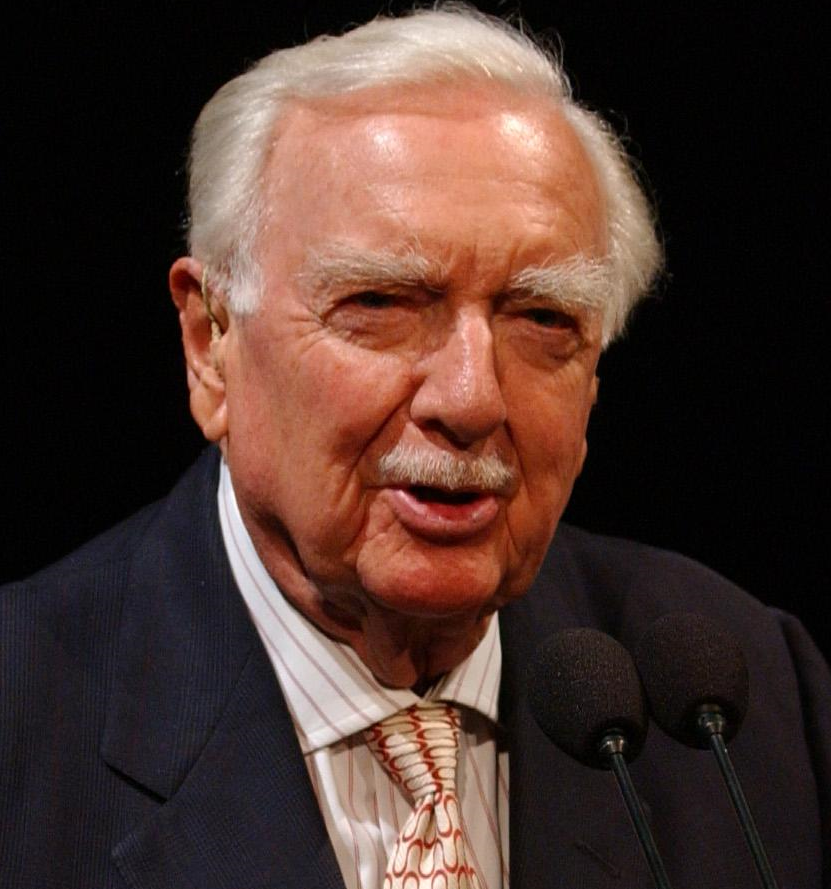
L'épisode parodie le reportage de Walter Cronkite sur l'assassinat de John F. Kennedy.